# Terminal Rodoviário de Manaus
O Terminal Rodoviário de Manaus (oficialmente: Terminal Rodoviário Engenheiro Huascar Angelim) é um terminal rodoviário localizado na cidade de Manaus, no Brasil. Inaugurado em 1980, está situado no bairro de Flores e atende as linhas de ônibus para os municípios da Região Metropolitana de Manaus e interior do Amazonas, além de rotas interestaduais para Rondônia e Roraima, e internacionais para Caracas, capital da Venezuela.

## História
O terminal rodoviário foi inaugurado em setembro de 1980 pelo governador José Lindoso e batizado em homenagem ao ex-prefeito Engenheiro Huascar Angelim. Localizada no Bairro Flores, início da rodovia estadual AM-010 atendeu no início da sua atividade linhas de ônibus para os municípios da região amazônica com acesso rodoviário, principalmente do entorno das BRs 174 e 319, respectivamente.

## Características
A rodoviária é um dos principais pontos de entrada e saída de Manaus. Cerca de 34.600 mil passageiros passam pelo terminal todos os meses com destino a 15 municípios do Amazonas, conforme dados da Agência Reguladora de Serviços Públicos (Arsam). O terminal também recebe usuários dos transportes interestaduais e internacionais que acessam a cidade pela BR-174, que liga Manaus a Boa Vista, em Roraima, que não são contabilizados pelo órgão.

### Estrutura precária e críticas
A estrutura precária e a falta de segurança são algumas das principais reclamações. Atualmente, o local é gerenciado pelos próprios permissionários, pois nem a Prefeitura de Manaus e nem o Governo do Estado se responsabilizam pelo terminal.
O terminal rodoviário é alvo de críticas e reclamações por parte dos passageiros e usuários, que demonstram insatisfação com a falta de melhorias e descaso por parte do poder público.